# ناحیه لیبرتی، شهرستان پوپ، آرکانزاس
ناحیه لیبرتی (به انگلیسی: Liberty Township) یک ناحیه در ایالات متحده آمریکا است که در شهرستان پوپ، آرکانزاس واقع شده‌است.

## خصوصیات
ناحیه لیبرتی  ۸۰۵ نفر جمعیت دارد و ۲۵۰٫۸۵ متر بالاتر از سطح دریا واقع شده‌است.